# Lijst van titels van Roger Federer
Het totaal aantal titels van Roger Federer is 118, waarvan 103 in het enkelspel en 8 in het dubbelspel. Daarnaast won hij 3 Hopman Cup-titels, 1 Davis Cup-titel en 3 Laver Cup-titels. Federer heeft ook 2 Challengers gewonnen, waarvan 1 in het enkelspel en 1 in het dubbelspel.
| Legenda                       | Legenda               |
| ----------------------------- | --------------------- |
| Grand Slam                    |                       |
| Olympische Spelen             |                       |
| tot 2009                      | vanaf 2009            |
| Tennis Masters Cup            | ATP Finals            |
| ATP Masters Series            | ATP Tour Masters 1000 |
| ATP International Series Gold | ATP Tour 500          |
| ATP International Series      | ATP Tour 250          |

## Enkelspel
| Nr.              | Datum             | Toernooi                  | Ondergrond    | Tegenstander          | Score                     |         |
| ---------------- | ----------------- | ------------------------- | ------------- | --------------------- | ------------------------- | ------- |
| Gewonnen finales |                   |                           |               |                       |                           |         |
| 1.               | 29 januari 2001   | ATP Milaan                | Tapijt (i)    | Julien Boutter        | 6-4, 6-7, 6-4             | Details |
| 2.               | 7 januari 2002    | ATP Sydney                | Hardcourt     | Juan Ignacio Chela    | 6-3, 6-3                  | Details |
| 3.               | 13 mei 2002       | ATP Hamburg               | Gravel        | Marat Safin           | 6-1, 6-3, 6-4             | Details |
| 4.               | 10 juli 2002      | ATP Wenen                 | Hardcourt (i) | Jiří Novák            | 6-4, 6-1, 3-6, 6-4        | Details |
| 5.               | 10 februari 2003  | ATP Marseille             | Hardcourt (i) | Jonas Björkman        | 6-2, 7-6                  | Details |
| 6.               | 14 februari 2003  | ATP Dubai                 | Hardcourt     | Jiří Novák            | 6-1, 7-6                  | Details |
| 7.               | 28 april 2003     | ATP München               | Gravel        | Jarkko Nieminen       | 6-1, 6-4                  | Details |
| 8.               | 9 juni 2003       | ATP Halle                 | Gras          | Nicolas Kiefer        | 6-1, 6-3                  | Details |
| 9.               | 23 juni 2003      | Wimbledon                 | Gras          | Mark Philippoussis    | 7-6, 6-2, 7-6             | Details |
| 10.              | 6 oktober 2003    | ATP Wenen (2)             | Hardcourt (i) | Carlos Moyà           | 6-3, 6-3, 6-3             | Details |
| 11.              | 10 november 2003  | Tennis Masters Cup        | Hardcourt (i) | Andre Agassi          | 6-3, 6-0, 6-4             | Details |
| 12.              | 19 januari 2004   | Australian Open           | Hardcourt     | Marat Safin           | 7-6, 6-4, 6-2             | Details |
| 13.              | 1 maart 2004      | ATP Dubai (2)             | Hardcourt     | Feliciano López       | 4-6, 6-1, 6-2             | Details |
| 14.              | 8 maart 2004      | ATP Indian Wells          | Hardcourt     | Tim Henman            | 6-3, 6-3                  | Details |
| 15.              | 10 mei 2004       | ATP Hamburg (2)           | Gravel        | Guillermo Coria       | 4-6, 6-4, 6-2, 6-3        | Details |
| 16.              | 7 juni 2004       | ATP Halle (2)             | Gras          | Mardy Fish            | 6-0, 6-3                  | Details |
| 17.              | 21 juni 2004      | Wimbledon (2)             | Gras          | Andy Roddick          | 4-6, 7-5, 7-6, 6-4        | Details |
| 18.              | 5 juli 2004       | ATP Gstaad                | Gravel        | Igor Andrejev         | 6-2, 6-3, 5-7, 6-3        | Details |
| 19.              | 26 juli 2004      | ATP Toronto               | Hardcourt     | Andy Roddick          | 7-5, 6-3                  | Details |
| 20.              | 12 september 2004 | US Open                   | Hardcourt     | Lleyton Hewitt        | 6-0, 7-6, 6-0             | Details |
| 21.              | 27 september 2004 | ATP Bangkok               | Hardcourt (i) | Andy Roddick          | 6-4, 6-0                  | Details |
| 22.              | 15 november 2004  | Tennis Masters Cup (2)    | Hardcourt (i) | Lleyton Hewitt        | 6-3, 6-2                  | Details |
| 23.              | 3 januari 2005    | ATP Doha                  | Hardcourt     | Ivan Ljubičić         | 6-3, 6-1                  | Details |
| 24.              | 14 februari 2005  | ATP Rotterdam             | Hardcourt (i) | Ivan Ljubičić         | 5-7, 7-5, 7-6             | Details |
| 25.              | 21 februari 2005  | ATP Dubai (3)             | Hardcourt     | Ivan Ljubičić         | 6-1, 6-7, 6-3             | Details |
| 26.              | 7 maart 2005      | ATP Indian Wells (2)      | Hardcourt     | Lleyton Hewitt        | 6-2, 6-4, 6-4             | Details |
| 27.              | 21 maart 2005     | ATP Miami                 | Hardcourt     | Rafael Nadal          | 2-6, 6-7, 7-6, 6-3, 6-1   | Details |
| 28.              | 9 mei 2005        | ATP Hamburg (3)           | Gravel        | Richard Gasquet       | 6-3, 7-5, 7-6             | Details |
| 29.              | 12 juni 2005      | ATP Halle (3)             | Gras          | Marat Safin           | 6-4, 6-7, 6-4             | Details |
| 30.              | 3 juli 2005       | Wimbledon (3)             | Gras          | Andy Roddick          | 6-2, 7-6, 6-4             | Details |
| 31.              | 21 augustus 2005  | ATP Cincinnati            | Hardcourt     | Andy Roddick          | 6-3, 7-5                  | Details |
| 32.              | 11 september 2005 | US Open (2)               | Hardcourt     | Andre Agassi          | 6-3, 2-6, 7-6, 6-1        | Details |
| 33.              | 2 oktober 2005    | ATP Bangkok (2)           | Hardcourt (i) | Andy Murray           | 6-3, 7-5                  | Details |
| 34.              | 7 januari 2006    | ATP Doha (2)              | Hardcourt     | Gaël Monfils          | 6-3, 7-6                  | Details |
| 35.              | 29 januari 2006   | Australian Open (2)       | Hardcourt     | Marcos Baghdatis      | 5-7, 7-5, 6-0, 6-2        | Details |
| 36.              | 19 maart 2006     | ATP Indian Wells (3)      | Hardcourt     | James Blake           | 7-5, 6-3, 6-0             | Details |
| 37.              | 2 april 2006      | ATP Miami (2)             | Hardcourt     | Ivan Ljubičić         | 7-6, 7-6, 7-6             | Details |
| 38.              | 18 juni 2006      | ATP Halle (4)             | Gras          | Tomáš Berdych         | 6-0, 6-7, 6-2             | Details |
| 39.              | 9 juli 2006       | Wimbledon (4)             | Gras          | Rafael Nadal          | 6-0, 7-6, 6-7, 6-3        | Details |
| 40.              | 13 augustus 2006  | ATP Toronto (2)           | Hardcourt     | Richard Gasquet       | 2-6, 6-3, 6-2             | Details |
| 41.              | 10 september 2006 | US Open (3)               | Hardcourt     | Andy Roddick          | 6-2, 4-6, 7-5, 6-1        | details |
| 42.              | 8 oktober 2006    | ATP Tokio                 | Hardcourt     | Tim Henman            | 6-3, 6-3                  | Details |
| 43.              | 22 oktober 2006   | ATP Madrid                | Hardcourt (i) | Fernando González     | 7-5, 6-1, 6-0             | Details |
| 44.              | 29 oktober 2006   | ATP Bazel                 | Tapijt (i)    | Fernando González     | 6-3, 6-2, 7-6             | Details |
| 45.              | 19 november 2006  | Tennis Masters Cup (3)    | Hardcourt (i) | James Blake           | 6-0, 6-3, 6-4             | Details |
| 46.              | 28 januari 2007   | Australian Open (3)       | Hardcourt     | Fernando González     | 7-6, 6-4, 6-4             | Details |
| 47.              | 3 maart 2007      | ATP Dubai (4)             | Hardcourt     | Michail Joezjny       | 6-4, 6-3                  | Details |
| 48.              | 20 mei 2007       | ATP Hamburg (4)           | Gravel        | Rafael Nadal          | 2-6, 6-2, 6-0             | Details |
| 49.              | 8 juli 2007       | Wimbledon (5)             | Gras          | Rafael Nadal          | 7-6, 4-6, 7-6, 2-6, 6-2   | Details |
| 50.              | 19 augustus 2007  | ATP Cincinnati (2)        | Hardcourt     | James Blake           | 6-1, 6-4                  | Details |
| 51.              | 9 september 2007  | US Open (4)               | Hardcourt     | Novak Đoković         | 7-6, 7-6, 6-4             | Details |
| 52.              | 28 oktober 2007   | ATP Bazel (2)             | Hardcourt (i) | Jarkko Nieminen       | 6-3, 6-4                  | Details |
| 53.              | 18 november 2007  | Tennis Masters Cup (4)    | Hardcourt (i) | David Ferrer          | 6-2, 6-3, 6-2             | Details |
| 54.              | 20 april 2008     | ATP Estoril               | Gravel        | Nikolaj Davydenko     | 7-6, 1-2, opg.            | Details |
| 55.              | 15 juni 2008      | ATP Halle (5)             | Gras          | Philipp Kohlschreiber | 6-3, 6-4                  | Details |
| 56.              | 9 september 2008  | US Open (5)               | Hardcourt     | Andy Murray           | 6-2, 7-5, 6-2             | Details |
| 57.              | 26 oktober 2008   | ATP Bazel (3)             | Hardcourt (i) | David Nalbandian      | 6-3, 6-4                  | Details |
| 58.              | 17 mei 2009       | ATP Madrid (2)            | Gravel        | Rafael Nadal          | 6-4, 6-4                  | Details |
| 59.              | 7 juni 2009       | Roland Garros             | Gravel        | Robin Söderling       | 6-1, 7-6, 6-4             | Details |
| 60.              | 5 juli 2009       | Wimbledon (6)             | Gras          | Andy Roddick          | 5-7, 7-6, 7-6, 3-6, 16-14 | Details |
| 61.              | 23 augustus 2009  | ATP Cincinnati (3)        | Hardcourt     | Novak Đoković         | 6-1, 7-5                  | Details |
| 62.              | 31 januari 2010   | Australian Open (4)       | Hardcourt     | Andy Murray           | 6-3, 6-4, 7-6             | Details |
| 63.              | 22 augustus 2010  | ATP Cincinnati (4)        | Hardcourt     | Mardy Fish            | 6-7, 7-6, 6-4             | Details |
| 64.              | 24 oktober 2010   | ATP Stockholm             | Hardcourt (i) | Florian Mayer         | 6-4, 6-3                  | Details |
| 65.              | 7 november 2010   | ATP Bazel (4)             | Hardcourt (i) | Novak Đoković         | 6-4, 3-6, 6-1             | Details |
| 66.              | 28 november 2010  | ATP World Tour Finals (5) | Hardcourt (i) | Rafael Nadal          | 6-3, 3-6, 6-1             | Details |
| 67.              | 8 januari 2011    | ATP Doha (3)              | Hardcourt     | Nikolaj Davydenko     | 6-3, 6-4                  | Details |
| 68.              | 6 november 2011   | ATP Bazel (5)             | Hardcourt (i) | Kei Nishikori         | 6-3, 6-1                  | Details |
| 69.              | 13 november 2011  | ATP Parijs                | Hardcourt (i) | Jo-Wilfried Tsonga    | 6-1, 7-6                  | Details |
| 70.              | 27 november 2011  | ATP World Tour Finals (6) | Hardcourt (i) | Jo-Wilfried Tsonga    | 6-3, 6-7, 6-3             | Details |
| 71.              | 19 februari 2012  | ATP Rotterdam (2)         | Hardcourt (i) | Juan Martín del Potro | 6-1, 6-4                  | Details |
| 72.              | 3 maart 2012      | ATP Dubai (5)             | Hardcourt     | Andy Murray           | 7-5, 6-4                  | Details |
| 73.              | 18 maart 2012     | ATP Indian Wells (4)      | Hardcourt     | John Isner            | 7-6, 6-3                  | Details |
| 74.              | 13 mei 2012       | ATP Madrid (3)            | Gravel        | Tomáš Berdych         | 3-6, 7-5, 7-5             | Details |
| 75.              | 8 juli 2012       | Wimbledon (7)             | Gras          | Andy Murray           | 4-6, 7-5, 6-3, 6-4        | Details |
| 76.              | 19 augustus 2012  | ATP Cincinnati (5)        | Hardcourt     | Novak Đoković         | 6-0, 7-6                  | Details |
| 77.              | 16 juni 2013      | ATP Halle (6)             | Gras          | Michail Joezjny       | 6-7, 6-3, 6-4             | Details |
| 78.              | 1 maart 2014      | ATP Dubai (6)             | Hardcourt     | Tomáš Berdych         | 3-6, 6-4, 6-3             | Details |
| 79.              | 15 juni 2014      | ATP Halle (7)             | Gras          | Alejandro Falla       | 7-6, 7-6                  | Details |
| 80.              | 17 augustus 2014  | ATP Cincinnati (6)        | Hardcourt     | David Ferrer          | 6-3, 1-6, 6-2             | Details |
| 81.              | 12 oktober 2014   | ATP Shanghai (1)          | Hardcourt (i) | Gilles Simon          | 7-6, 7-6                  | Details |
| 82.              | 26 oktober 2014   | ATP Bazel (6)             | Hardcourt (i) | David Goffin          | 6-2, 6-2                  | Details |
| 83.              | 11 januari 2015   | ATP Brisbane              | Hardcourt     | Milos Raonic          | 6-4, 6-7, 6-4             | Details |
| 84.              | 28 februari 2015  | ATP Dubai (7)             | Hardcourt     | Novak Đoković         | 6-3, 7-5                  | Details |
| 85.              | 3 mei 2015        | ATP Istanbul              | Gravel        | Pablo Cuevas          | 6-3, 7-6                  | Details |
| 86.              | 21 juni 2015      | ATP Halle (8)             | Gras          | Andreas Seppi         | 7-6, 6-4                  | Details |
| 87.              | 23 augustus 2015  | ATP Cincinnati (7)        | Hardcourt     | Novak Đoković         | 7-6, 6-3                  | Details |
| 88.              | 1 november 2015   | ATP Bazel (7)             | Hardcourt (i) | Rafael Nadal          | 6-3, 5-7, 6-3             | Details |
| 89.              | 29 januari 2017   | Australian Open (5)       | Hardcourt     | Rafael Nadal          | 6-4, 3-6, 6-1, 3-6, 6-3   | Details |
| 90.              | 19 maart 2017     | ATP Indian Wells (5)      | Hardcourt     | Stanislas Wawrinka    | 6-4, 7-5                  | Details |
| 91.              | 2 april 2017      | ATP Miami (3)             | Hardcourt     | Rafael Nadal          | 6-3, 6-4                  | Details |
| 92.              | 25 juni 2017      | ATP Halle (9)             | Gras          | Alexander Zverev      | 6-1, 6-3                  | Details |
| 93.              | 16 juli 2017      | Wimbledon (8)             | Gras          | Marin Čilić           | 6-3, 6-1, 6-4             | Details |
| 94.              | 15 oktober 2017   | ATP Shanghai (2)          | Hardcourt     | Rafael Nadal          | 6-4, 6-3                  | Details |
| 95.              | 29 oktober 2017   | ATP Bazel (8)             | Hardcourt (i) | Juan Martín del Potro | 6-7, 6-4, 6-3             | Details |
| 96.              | 28 januari 2018   | Australian Open (6)       | Hardcourt     | Marin Čilić           | 6-2, 6-7, 6-3, 3-6, 6-1   | Details |
| 97.              | 18 februari 2018  | ATP Rotterdam (3)         | Hardcourt (i) | Grigor Dimitrov       | 6-2, 6-2                  | Details |
| 98.              | 17 juni 2018      | ATP Stuttgart             | Gras          | Milos Raonic          | 6-4, 7-6                  | Details |
| 99.              | 28 oktober 2018   | ATP Bazel (9)             | Hardcourt (i) | Marius Copil          | 7-6, 6-4                  | Details |
| 100.             | 2 maart 2019      | ATP Dubai (8)             | Hardcourt     | Stéfanos Tsitsipás    | 6-4, 6-4                  | Details |
| 101.             | 31 maart 2019     | ATP Miami (4)             | Hardcourt     | John Isner            | 6-1, 6-4                  | Details |
| 102.             | 23 juni 2019      | ATP Halle (10)            | Gras          | David Goffin          | 7-6, 6-1                  | Details |
| 103.             | 27 oktober 2019   | ATP Bazel (10)            | Hardcourt (i) | Alex de Minaur        | 6-2, 6-2                  | Details |
| Verloren finales |                   |                           |               |                       |                           |         |
| 1.               | 13 februari 2000  | ATP Marseille             | Tapijt (i)    | Marc Rosset           | 6-2, 3-6, 6-7             | Details |
| 2.               | 29 oktober 2000   | ATP Bazel                 | Tapijt (i)    | Thomas Enqvist        | 2-6, 6-4, 6-7, 6-1, 1-6   | Details |
| 3.               | 25 februari 2001  | ATP Rotterdam             | Hardcourt (i) | Nicolas Escudé        | 5-7, 6-3, 6-7             | Details |
| 4.               | 28 oktober 2001   | ATP Bazel (2)             | Tapijt (i)    | Tim Henman            | 3-6, 4-6, 2-6             | Details |
| 5.               | 3 februari 2002   | ATP Milaan                | Tapijt (i)    | Davide Sanguinetti    | 6-7, 6-4, 1-6             | Details |
| 6.               | 31 maart 2002     | ATP Miami                 | Hardcourt     | Andre Agassi          | 3-6, 3-6, 6-3, 4-6        | Details |
| 7.               | 11 mei 2003       | ATP Rome                  | Gravel        | Félix Mantilla        | 5-7, 2-6, 6-7             | Details |
| 8.               | 13 juli 2003      | ATP Gstaad                | Gravel        | Jiří Novák            | 7-5, 3-6, 3-6, 6-1, 3-6   | Details |
| 9.               | 20 november 2005  | Tennis Masters Cup        | Tapijt (i)    | David Nalbandian      | 7-6, 7-6, 2-6, 1-6, 6-7   | Details |
| 10.              | 5 maart 2006      | ATP Dubai                 | Hardcourt     | Rafael Nadal          | 6-2, 4-6, 4-6             | Details |
| 11.              | 23 april 2006     | ATP Monte Carlo           | Gravel        | Rafael Nadal          | 2-6, 7-6, 3-6, 6-7        | Details |
| 12.              | 14 mei 2006       | ATP Rome (2)              | Gravel        | Rafael Nadal          | 7-6, 6-7, 4-6, 6-2, 6-7   | Details |
| 13.              | 11 juni 2006      | Roland Garros             | Gravel        | Rafael Nadal          | 6-1, 1-6, 4-6, 6-7        | Details |
| 14.              | 22 april 2007     | ATP Monte Carlo (2)       | Gravel        | Rafael Nadal          | 4-6, 4-6                  | Details |
| 15.              | 10 mei 2007       | Roland Garros (2)         | Gravel        | Rafael Nadal          | 3-6, 6-4, 3-6, 4-6        | Details |
| 16.              | 12 augustus 2007  | ATP Montréal              | Hardcourt     | Novak Đoković         | 6-7, 6-2, 6-7             | Details |
| 17.              | 21 oktober 2007   | ATP Madrid                | Hardcourt (i) | David Nalbandian      | 6-1, 3-6, 3-6             | Details |
| 18.              | 27 april 2008     | ATP Monte Carlo (3)       | Gravel        | Rafael Nadal          | 5-7, 5-7                  | Details |
| 19.              | 18 mei 2008       | ATP Hamburg               | Gravel        | Rafael Nadal          | 5-7, 7-6, 3-6             | Details |
| 20.              | 8 juni 2008       | Roland Garros (3)         | Gravel        | Rafael Nadal          | 1-6, 3-6, 0-6             | Details |
| 21.              | 6 juli 2008       | Wimbledon                 | Gras          | Rafael Nadal          | 4-6, 4-6, 7-6, 7-6, 7-9   | Details |
| 22.              | 1 februari 2009   | Australian Open           | Hardcourt     | Rafael Nadal          | 5-7, 6-3, 6-7, 6-3, 2-6   | Details |
| 23.              | 14 september 2009 | US Open                   | Hardcourt     | Juan Martín del Potro | 6-3, 6-7, 6-4, 6-7, 2-6   | Details |
| 24.              | 8 november 2009   | ATP Bazel (3)             | Hardcourt (i) | Novak Đoković         | 4-6, 6-4, 2-6             | Details |
| 25.              | 16 mei 2010       | ATP Madrid (2)            | Gravel        | Rafael Nadal          | 4-6, 6-7                  | Details |
| 26.              | 13 juni 2010      | ATP Halle                 | Gras          | Lleyton Hewitt        | 6-3, 6-7, 4-6             | Details |
| 27.              | 15 augustus 2010  | ATP Toronto               | Hardcourt     | Andy Murray           | 5-7, 5-7                  | Details |
| 28.              | 17 oktober 2010   | ATP Shanghai              | Hardcourt     | Andy Murray           | 3-6, 2-6                  | Details |
| 29.              | 26 februari 2011  | ATP Dubai (2)             | Hardcourt     | Novak Đoković         | 3-6, 3-6                  | Details |
| 30.              | 5 juni 2011       | Roland Garros (4)         | Gravel        | Rafael Nadal          | 5-7, 6-7, 7-5, 1-6        | Details |
| 31.              | 5 augustus 2012   | Olympische Spelen         | Gras          | Andy Murray           | 2-6, 1-6, 4-6             | Details |
| 32.              | 17 juni 2012      | ATP Halle (2)             | Gras          | Tommy Haas            | 7-6, 6-4                  | Details |
| 33.              | 21 oktober 2012   | ATP Bazel (4)             | Hardcourt (i) | Juan Martín del Potro | 4-6, 7-6, 6-7             | Details |
| 34.              | 12 november 2012  | ATP World Tour Finals (2) | Hardcourt (i) | Novak Đoković         | 6-7, 5-7                  | Details |
| 35.              | 19 mei 2013       | ATP Rome (3)              | Gravel        | Rafael Nadal          | 1-6, 3-6                  | Details |
| 36.              | 27 oktober 2013   | ATP Bazel (5)             | Hardcourt (i) | Juan Martín del Potro | 6-7, 6-2, 4-6             | Details |
| 37.              | 5 januari 2014    | ATP Brisbane              | Hardcourt     | Lleyton Hewitt        | 1-6, 6-4, 3-6             | Details |
| 38.              | 16 maart 2014     | ATP Indian Wells          | Hardcourt     | Novak Đoković         | 3-6, 6-3, 6-7             | Details |
| 39.              | 20 april 2014     | ATP Monte Carlo (4)       | Gravel        | Stanislas Wawrinka    | 6-4, 5-7, 2-6             | Details |
| 40.              | 6 Juli 2014       | Wimbledon (2)             | Gras          | Novak Đoković         | 7-6, 4-6, 6-7, 7-5, 4-6   | Details |
| 41.              | 10 augustus 2014  | ATP Toronto (2)           | Hardcourt     | Jo-Wilfried Tsonga    | 5-7, 6-7                  | Details |
| 42.              | 16 november 2014  | ATP World Tour Finals (3) | Hardcourt (i) | Novak Đoković         | Walk-over                 | Details |
| 43.              | 22 maart 2015     | ATP Indian Wells (2)      | Hardcourt     | Novak Đoković         | 3-6, 7-6, 2-6             | Details |
| 44.              | 17 mei 2015       | ATP Rome (4)              | Gravel        | Novak Đoković         | 4-6, 3-6                  | Details |
| 45.              | 12 juli 2015      | Wimbledon (3)             | Gras          | Novak Đoković         | 6-7, 7-6, 4-6, 3-6        | Details |
| 46.              | 13 september 2015 | US Open (2)               | Hardcourt     | Novak Đoković         | 4-6, 7-5, 4-6, 4-6        | Details |
| 47.              | 22 november 2015  | ATP World Tour Finals (4) | Hardcourt (i) | Novak Đoković         | 3-6, 4-6                  | Details |
| 48.              | 10 januari 2016   | ATP Brisbane (2)          | Hardcourt     | Milos Raonic          | 4-6, 4-6                  | Details |
| 49.              | 13 augustus 2017  | ATP Montreal (3)          | Hardcourt     | Alexander Zverev      | 3-6, 4-6                  | Details |
| 50.              | 18 maart 2018     | ATP Indian Wells (3)      | Hardcourt     | Juan Martín del Potro | 4-6, 7-6, 6-7             | Details |
| 51.              | 24 juni 2018      | ATP Halle (3)             | Gras          | Borna Ćorić           | 7-6, 3-6, 2-6             | Details |
| 52.              | 19 augustus 2018  | ATP Cincinnati            | Hardcourt     | Novak Đoković         | 4-6, 4-6                  | Details |
| 53.              | 18 maart 2019     | ATP Indian Wells (4)      | Hardcourt     | Dominic Thiem         | 6-3, 3-6, 5-7             | Details |
| 54.              | 14 juli 2019      | Wimbledon (4)             | Gras          | Novak Đoković         | 6-7, 6-1, 6-7, 6-4, 12-13 | Details |

## Dubbelspel
| Nr.              | Datum            | Toernooi             | Ondergrond    | Partner            | Tegenstanders                       | Score              |         |
| ---------------- | ---------------- | -------------------- | ------------- | ------------------ | ----------------------------------- | ------------------ | ------- |
| Gewonnen finales |                  |                      |               |                    |                                     |                    |         |
| 1.               | 25 februari 2001 | ATP Rotterdam        | Hardcourt (i) | Jonas Björkman     | Petr Pála Pavel Vízner              | 6-3, 6-0           | Details |
| 2.               | 15 juli 2001     | ATP Gstaad           | Gravel        | Marat Safin        | Michael Hill Jeff Tarango           | 0-1, opg.          | Details |
| 3.               | 24 februari 2002 | ATP Rotterdam (2)    | Hardcourt (i) | Maks Mirni         | Mark Knowles Daniel Nestor          | 4-6, 6-3, [10-4]   | Details |
| 4.               | 6 oktober 2002   | ATP Moskou           | Tapijt (i)    | Maks Mirni         | Joshua Eagle Sandon Stolle          | 6-4, 7-6           | Details |
| 5.               | 30 maart 2003    | ATP Miami            | Hardcourt     | Maks Mirni         | Leander Paes David Rikl             | 7-5, 6-3           | Details |
| 6.               | 12 oktober 2003  | ATP Wenen            | Hardcourt (i) | Yves Allegro       | Mahesh Bhupathi Maks Mirni          | 7-6, 7-5           | Details |
| 7.               | 12 juni 2005     | ATP Halle            | Gras          | Yves Allegro       | Joachim Johansson Marat Safin       | 7-5, 6-7, 6-3      | Details |
| 8.               | 16 augustus 2008 | Olympische Spelen    | Hardcourt     | Stanislas Wawrinka | Simon Aspelin Joachim Johansson     | 6-3, 6-4, 6-7, 6-3 | Details |
| Verloren finales |                  |                      |               |                    |                                     |                    |         |
| 1.               | 29 oktober 2000  | ATP Bazel            | Tapijt (i)    | Dominik Hrbatý     | Donald Johnson Piet Norval          | 6-7, 6-4, 6-7      | Details |
| 2.               | 17 maart 2002    | ATP Indian Wells     | Hardcourt     | Maks Mirni         | Mark Knowles Daniel Nestor          | 4-6, 4-6           | Details |
| 3.               | 23 februari 2003 | ATP Rotterdam        | Hardcourt (i) | Maks Mirni         | Wayne Arthurs Paul Hanley           | 6-7, 2-6           | Details |
| 4.               | 3 oktober 2004   | ATP Bangkok          | Hardcourt (i) | Yves Allegro       | Justin Gimelstob Graydon Oliver     | 7-5, 4-6, 4-6      | Details |
| 5.               | 19 maart 2011    | ATP Indian Wells (2) | Hardcourt     | Stanislas Wawrinka | Oleksandr Dolgopolov Xavier Malisse | 4-6, 7-6, [7-10]   | Details |
| 6.               | 15 juni 2014     | ATP Halle            | Gras          | Marco Chiudinelli  | Andre Begemann Julian Knowle        | 6-1, 5-7, [10-12]  | Details |

## Landencompetities
| Nr.              | Datum                | Toernooi       | Ondergrond    | Partner(s)                                                                                              | Tegenstanders                                                                                | Score                  | Details |
| ---------------- | -------------------- | -------------- | ------------- | --- | -------------------------------------------------------------------------------------------- | ---------------------- | ------- |
| Gewonnen finales |                      |                |               | |                                                                                              |                        |         |
| 1.               | 6 januari 2001       | Hopman Cup     | Hardcourt (i) | Martina Hingis                                                                                          | Monica Seles Jan-Michael Gambill                                                             | 2-1 (3 wedstrijden)    | Details |
| 2.               | 21-23 november 2014  | Davis Cup      | Gravel (i)    | Stanislas Wawrinka Marco Chiudinelli Michael Lammer                                                     | Jo-Wilfried Tsonga Gaël Monfils Julien Benneteau Richard Gasquet                             | 3-1 (4 wedstrijden)    | Details |
| 3.               | 22-24 september 2017 | Laver Cup      | Hardcourt (i) | Rafael Nadal Alexander Zverev Marin Čilić Dominic Thiem Tomáš Berdych                                   | Sam Querrey John Isner Nick Kyrgios Jack Sock Denis Shapovalov Frances Tiafoe                | 15-9 (12 wedstrijden)  | Details |
| 4.               | 6 januari 2018       | Hopman Cup (2) | Hardcourt (i) | Belinda Bencic                                                                                          | Angelique Kerber Alexander Zverev                                                            | 2-1 (3 wedstrijden)    | Details |
| 5.               | 21-23 september 2018 | Laver Cup (2)  | Hardcourt (i) | Novak Đoković Alexander Zverev Grigor Dimitrov David Goffin Kyle Edmund                                 | Kevin Anderson John Isner Nick Kyrgios Jack Sock Diego Schwartzman Frances Tiafoe            | 13-8 (11 wedstrijden)  | Details |
| 6.               | 5 januari 2019       | Hopman Cup (3) | Hardcourt (i) | Belinda Bencic                                                                                          | Angelique Kerber Alexander Zverev                                                            | 2-1 (3 wedstrijden)    | Details |
| 7.               | 20-22 september 2019 | Laver Cup (3)  | Hardcourt (i) | Rafael Nadal Dominic Thiem Alexander Zverev Stéfanos Tsitsipás Fabio Fognini                            | Milos Raonic John Isner Nick Kyrgios Jack Sock Denis Shapovalov Taylor Fritz                 | 13-11 (12 wedstrijden) | Details |
| Verloren finales |                      |                |               | |                                                                                              |                        |         |
| 1.               | 23-25 september 2022 | Laver Cup      | Hardcourt (i) | Casper Ruud Rafael Nadal Stéfanos Tsitsipás Novak Djokovic Andy Murray Matteo Berrettini Cameron Norrie | Taylor Fritz Félix Auger-Aliassime Diego Schwartzman Frances Tiafoe Alex de Minaur Jack Sock | 8-13 (11 wedstrijden)  | Details |

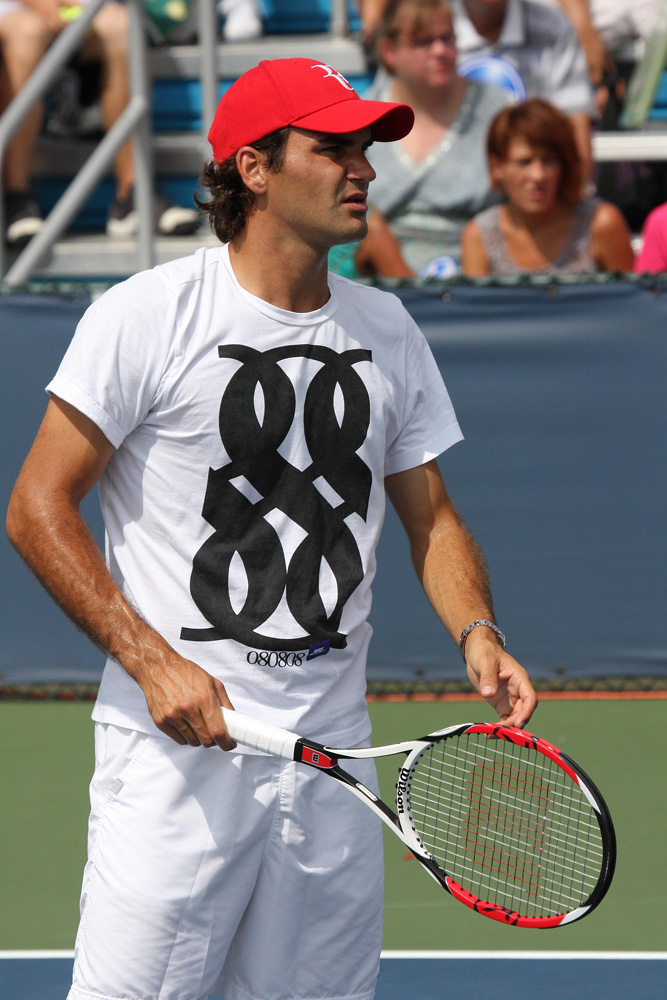
Roger Federer tijdens het ATP-toernooi van Cincinnati in 2008
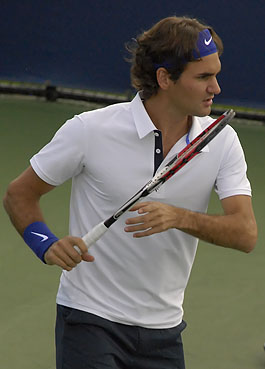
Roger Federer tijdens het ATP-toernooi van Toronto in 2008
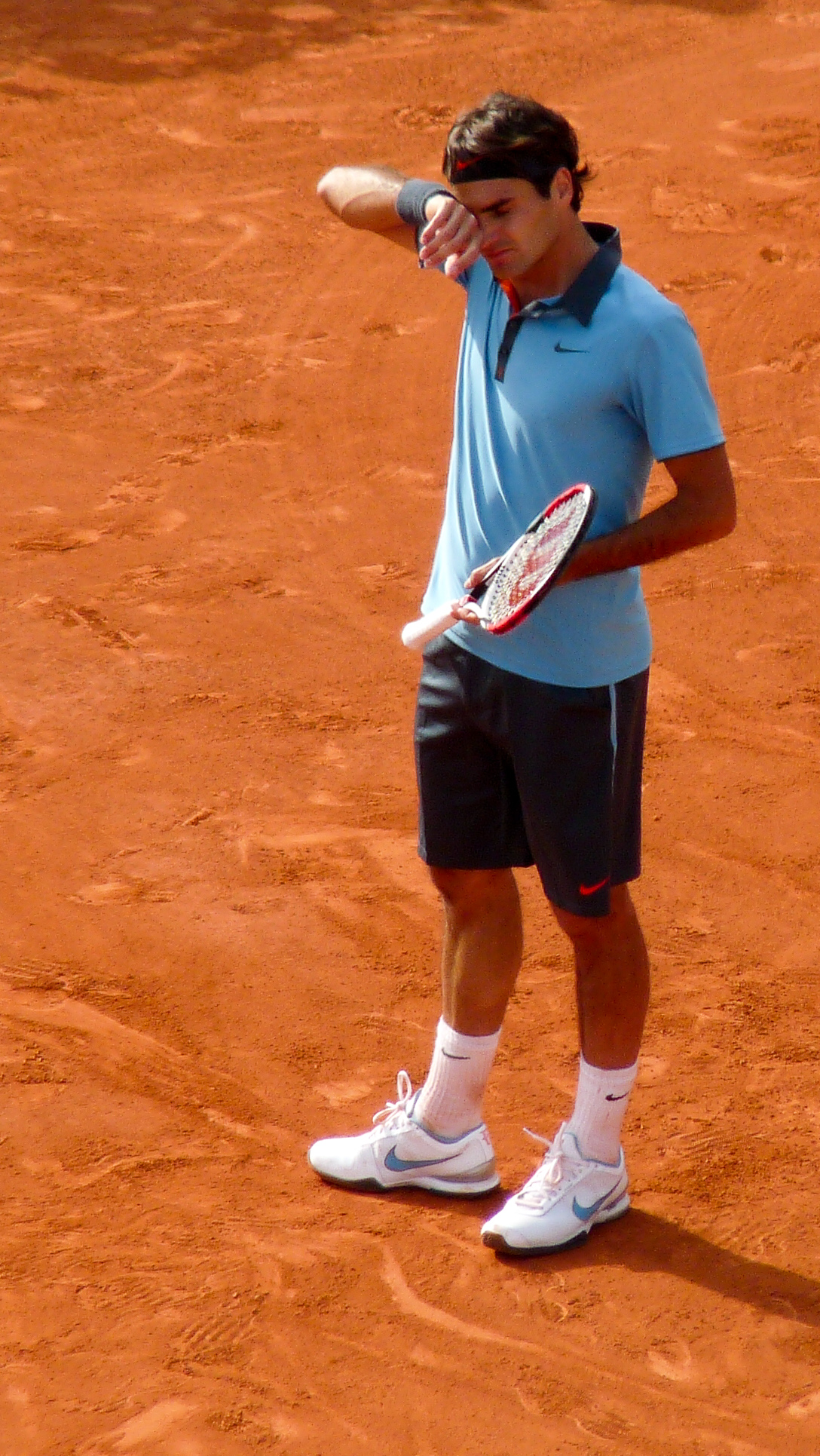
Roger Federer tijdens het door hem gewonnen Roland Garros 2009

## ATP Challenger Tour

### Enkelspel
| Nr.              | Datum           | Toernooi             | Ondergrond    | Tegenstander | Score    |
| ---------------- | --------------- | -------------------- | ------------- | ------------ | -------- |
| Gewonnen finales |                 |                      |               |              |          |
| 1.               | 31 oktober 1999 | ATP Challenger Brest | Hardcourt (i) | Maks Mirni   | 7-6, 6-3 |

### Dubbelspel
| Nr.              | Datum           | Toernooi               | Ondergrond | Partner      | Tegenstanders                   | Score    |
| ---------------- | --------------- | ---------------------- | ---------- | ------------ | ------------------------------- | -------- |
| Gewonnen finales |                 |                        |            |              |                                 |          |
| 1.               | 7 augustus 1999 | ATP Challenger Segovia | Hardcourt  | Sander Groen | Ota Fukárek Alejandro Hernández | 6-4, 7-6 |